# Мусієнко Ігор Володимирович
Ігор Володимирович Мусієнко (нар. 22 серпня 1993) — український легкоатлет, який спеціалізується у штовханні ядра, багаторазовий чемпіон та призер чемпіонатів України. Представляв Україну на літніх Олімпійських іграх 2020 року.
На національних змаганнях представляє Сумську область.
Тренується у Сумській обласній ШВСМ під керівництвом Дмитра Корнієнка.
Спортивним агентом Ігора є відома у минулому штовхальниця ядра Валентина Федюшина.

## Основні міжнародні виступи
| Рік  | Змагання                   | Місто   | Місце | Дисципліна | Примітки |
| ---- | -------------------------- | ------- | ----- | ---------- | -------- |
| 2015 | Кубок Європи з метань      | Лейрія  | 11    | диск (U23) |          |
| 2017 | Командний чемпіонат Європи | Лілль   | 9     | ядро       |          |
| 2019 | Кубок Європи з метань      | Шаморін | 11    | ядро       |          |
| 2019 | Командний чемпіонат Європи | Бидгощ  | 7     | ядро       |          |